# Lista światowego dziedzictwa UNESCO w Argentynie
Lista światowego dziedzictwa UNESCO w Argentynie – lista miejsc w Argentynie wpisanych na listę światowego dziedzictwa UNESCO, ustanowionej na mocy konwencji w sprawie ochrony światowego dziedzictwa kulturowego i naturalnego, przyjętej przez UNESCO na 17. sesji w Paryżu 16 listopada 1972 i ratyfikowanej przez Argentynę 23 sierpnia 1978 roku.
Obecnie (stan na 2020 rok) na liście znajduje się 12 obiektów: 7 dziedzictwa kulturowego i 5 o charakterze przyrodniczym.
Na argentyńskiej liście informacyjnej UNESCO – liście obiektów, które Argentyna zamierza rozpatrzyć do zgłoszenia do wpisu na listę światowego dziedzictwa – znajduje się 9 obiektów (stan na 2023 rok).

## Obiekty na liście światowego dziedzictwa UNESCO
Poniższa tabela przedstawia argentyńskie obiekty na liście światowego dziedzictwa UNESCO:
Nr ref. – numer referencyjny UNESCO
Obiekt – polskie tłumaczenie nazwy wpisu na liście wraz z jej angielskim oryginałem
Położenie – miasto, prowincja; współrzędne geograficzne
Typ – klasyfikacja według Komitetu Światowego Dziedzictwa:
- kulturowe (K)
- przyrodnicze (P)
- kulturowo–przyrodnicze (K,P)

Rok wpisu – roku wpisu na listę i rozszerzenia wpisu
Opis – krótki opis obiektu wraz z informacjami o jego zagrożeniu.
| Nr ref. | Obiekt | Zdjęcie | Położenie                                                    | Typ                 | Rok       | Opis |
| ------- | --- | ------- | ------------------------------------------------------------ | ------------------- | --------- | --- |
| 145     | Park Narodowy Los Glaciares Los Glaciares National Park |         | Santa Cruz 50°30′53″S 73°13′01″W/-50,514722 -73,216944       | P (vii)(viii)       | 1981      | Park Narodowy Los Glaciares w Andach Patagońskich obejmujący ochroną lodowce i krajobrazy polodowcowe, m.in. jeziora. |
| 275     | Misje jezuickie na obszarach zamieszkałych przez Guaranów: San Ignacio Mini, Santa Ana, Nuestra Seora de Loreto i Santa Maria Mayor (Argentyna), ruiny So Miguel das Missoes (Brazylia) Jesuit Missions of the Guaranis: San Ignacio Mini, Santa Ana, Nuestra Señora de Loreto and Santa Maria Mayor (Argentina), Ruins of Sao Miguel das Missoes (Brazil) |         |                                                              | K (iv)              | 1983 1984 | Pozostałości pięciu misji jezuickich z XVII i XVIII w. na terytorium Guaranów. |
|         | San Ignacio Mini |         | Misiones 27°15′00″S 55°31′00″W/-27,250000 -55,516667         |                     |           | |
|         | Santa Ana |         | Misiones 27°23′00″S 55°34′00″W/-27,383333 -55,566667         |                     |           | |
|         | Nuestra Señora de Loreto |         | Misiones 27°19′58″S 55°31′02″W/-27,332778 -55,517222         |                     |           | |
|         | Santa María la Mayor |         | Misiones 27°53′16″S 55°20′40″W/-27,887778 -55,344444         |                     |           | |
| 303     | Park Narodowy Iguazú Iguazu National Park |         | Misiones 25°31′05″S 54°08′00″W/-25,518056 -54,133333         | P (vii)(x)          | 1984      | Park Narodowy Iguazú na południowym brzegu rzeki Iguaçu z wodospadem Iguazú. Na terenie parku występuje ponad 2 tys. gatunków roślin naczyniowych oraz wiele zwierząt typowych dla tego obszaru, m.in. jaguary.                                             |
| 936     | Cueva de las Manos, Río Pinturas Cueva de las Manos, Río Pinturas |         | Santa Cruz 47°09′00″S 70°40′00″W/-47,150000 -70,666667       | K (iii)             | 1999      | Jaskinia z unikalną sztuką naskalną sprzed 13,5–9,5 tys. lat – znajdują się tu m.in. odciski rąk, przedstawienia zwierząt i sceny polowań. |
| 937     | Półwysep Valdés Península Valdés |         | Chubut 42°30′00,0″S 63°56′00,0″W/-42,500000 -63,933333       | P (x)               | 1999      | Półwysep Valdés na wschodnim wybrzeżu Patagonii – miejsce bytowania słoni morskich i fok; w otaczających półwysep wodach występują wieloryby i orki. |
| 966     | Parki Przyrody Ischigualasto i Talampaya Ischigualasto/Talampaya Natural Parks |         |                                                              | P (viii)            | 2000      | Dwa sąsiadujące ze sobą obszary ochrony przyrody, gdzie odkryto najpełniejszy na świecie lądowy zespół skamieniałości triasowych sprzed 245–208 milionów lat.                                                                                               |
|         | Park Prowincjonalny Ischigualasto |         | San Juan 30°04′00″S 68°00′00″W/-30,066667 -68,000000         |                     |           | |
|         | Park Narodowy Talampaya |         | La Rioja 29°48′00″S 67°50′00″W/-29,800000 -67,833333         |                     |           | |
| 995     | Zespół jezuickich obiektów architektonicznych wraz z estancias, Córdoba Jesuit Block and Estancias of Córdoba |         | Córdoba 31°25′14″S 64°11′28″W/-31,420556 -64,191111          | K (ii)(iv)          | 2000      | Zespół dawnych zabudowań założenia jezuickiego z XVII i XVIII w., obejmujący m.in. uniwersytet, kościół, siedzibę Towarzystwa Jezusowego, kolegium oraz pięć estancias (zabudowań gospodarskich).                                                           |
| 1116    | Dolina Quebrada de Humahuaca |         | Jujuy 23°11′59″S 65°20′56″W/-23,199722 -65,348889            | K (ii)(iv)(v)       | 2003      | Dolina rzeki okresowej Río Grande, przez którą wiedzie szlak handlowy od 10 tys. lat. W dolinie zachowały się ślady prahistorycznych społeczeństw łowiecko-zbierackich, pozostałości z okresu państwa Inków oraz z czasów walk o niepodległość (XIX–XX w.). |
| 1459    | Qhapac Ñan, sieć dróg w Andach Qhapaq Ñan, Andean Road System |         | Catamarca Jujuy La Rioja Mendoza Salta San Juan Tucumán      | K (ii)(iii)(iv)(vi) | 2014      | Rozległy system dróg dawnego Imperium Inków o łącznej długości ponad 30 tys. km, oplatający Andy, od obecnej Kolumbii, przez Ekwador, Peru, Boliwię aż do Chile i Argentyny, łączący m.in. tereny powyżej 6000 m n.p.m. z wybrzeżem Oceanu Spokojnego.      |
| 1321    | Dzieła architektury Le Corbusiera The Architectural Work of Le Corbusier, an Outstanding Contribution to the Modern Movement |         | Buenos Aires 34°54′41,0″S 57°56′30,3″W/-34,911394 -57,941739 | K (i)(ii)(vi)       | 2016      | Dzieła architektury Le Corbusiera w siedmiu krajach świata: Argentynie, Belgii, Francji, Indiach, Japonii, Niemczech i Szwajcarii. Na terenie Argentyny jest to Dom Curutchet w La Placie.                                                                  |
| 1526    | Park Narodowy Los Alerces Los Alerces National Park |         | Chubut 42°48′27″S 71°53′56″W/-42,807500 -71,898889           | P (vii)(x)          | 2017      | Park Narodowy Los Alerces obejmuje ochroną krajobraz polodowcowy i lasy waldiwijskie typu alerce, zdominowanych przez ficroję cyprysowatą. |
| 1681    | Muzeum i miejsce pamięci ESMA – dawne tajne centrum zatrzymań, tortur i eksterminacji ESMA Museum and Site of Memory – Former Clandestine Center of Detention, Torture and Extermination |         | Buenos Aires 34°32′17″S 58°27′47″W/-34,538000 -58,463000     | K (vi)              | 2023      | Escuela Superior de Mecánica de la Armada – tajne centrum zatrzymań, tortur i eksterminacji w latach dyktatury 1976–1983. |

## Obiekty na argentyńskiej Liście Informacyjnej UNESCO
Poniższa tabela przedstawia obiekty na argentyńskiej liście informacyjnej UNESCO:
nr ref. – numer referencyjny UNESCO
obiekt – polskie nazwa obiektu wraz z jej angielskim lub hiszpańskim oryginałem na argentyńskiej liście informacyjnej
położenie – miasto, prowincja; współrzędne geograficzne
typ – klasyfikacja według zgłoszenia:
- kulturowe (K)
- przyrodnicze (P)
- kulturowo–przyrodnicze (K,P)

rok wpisu – roku wpisu na listę informacyjną
opis – krótki opis obiektu wraz z informacjami o jego zagrożeniu.
| Nr ref. | Obiekt | Zdjęcie                                                           | Położenie                                                           | Typ                        | Rok  | Opis |
| ------- | --- | ----------------------------------------------------------------- | ------------------------------------------------------------------- | -------------------------- | ---- | --- |
| 1582    | Dolina Calchaquí Valle Calchaquí |                                                                   | Catamarca Salta Tucumán 26°27′00″S 65°58′48″W/-26,450000 -65,980000 | K (ii)(iii)(iv)(v)(vi)     | 2001 | Dolina rzeki Calchaquí z wieloma wąwozami w południowo-zachodniej Argentynie.                                                                                              |
| 2021    | Park Narodowy Sierra de las Quijadas Sierra de las Quijadas National Park |                                                                   | San Luis 32°33′03″S 67°03′51″W/-32,550833 -67,064167                | P (vii)(viii)(ix)          | 2005 | Park Narodowy Sierra de las Quijadas w środkowo-zachodniej Argentynie, obejmuje ochroną obszar basenu sedymentacyjnego San Luis, gdzie zachowało się wiele skamieniałości. |
| 5615    | La Payunia, zespół wulkanów Llancanelo i Payún Matrú La Payunia, Campos Volcánicos Llancanelo y Payún Matrú                                                                      |                                                                   | Mendoza 36°00′00″S 69°11′24″W/-36,000000 -69,190000                 | P (vii)(viii)              | 2011 | Rezerwat prowincjonalny La Payunia, na którego terenie znajduje się wiele małych wulkanów.                                                                                 |
| 5851    | Rezerwat prowincjonalny Pehuén Có-Monte Hermoso Geological, Paleontological and Archaeological Provincial Reserve Pehuén co - Monte Hermoso                                      |                                                                   | Buenos Aires 38°59′53″S 61°28′48″W/-38,998000 -61,480000            | K,P (iii)(v)(vi)(viii)(ix) | 2014 | Obszar ukształtowany przez ingresję o wyjątkowych cechach geologicznych, paleontologicznych i archeologicznych.                                                            |
| 6066    | Moisés Ville |                                                                   | Santa Fe 32°26′00″S 61°17′00″W/-32,433333 -61,283333                | K (ii)(iii)(vi)            | 2015 | Niewielkie miasto z XIX w. założone przez emigrantów żydowskich, którzy uciekli z terenów Rosji przed prześladowaniem.                                                     |
| 6288    | Miasto Tigre i jego kluby wioślarskie City of Tigre and its rowing clubs |                                                                   | Buenos Aires 34°24′54″S 58°34′44″W/-34,415000 -58,579000            | K (ii)(iii)                | 2017 | Miasto Tigre, ok. 30 km od Buenos Aires, centrum sportów wodnych, od XIX w. główny ośrodek wioślarstwa.                                                                    |
| 6296    | Buenos Aires i La Plata – dwie stolice kultury modernizmu, eklektyzmu i imigracji Buenos Aires – La Plata: Two capitals of the Culture of Modernity, Eclecticism and Immigration |                                                                   |                                                                     | K (ii)(iv)                 | 2018 | Dziedzictwo Buenos Aires i La Platy z okresu pomiędzy końcem XIX w. i początkiem XX w.                                                                                     |
|         | | Buenos Aires 34°36′12″S 58°22′54″W/-34,603333 -58,381667          |                                                                     |                            |      | |
|         | | La Plata Buenos Aires 34°55′16″S 57°57′16″W/-34,921111 -57,954444 |                                                                     |                            |      | |
| 6297    | Cueva de las Manos i związane z nią miejsca w basenie rzeki Pintura Cueva de las Manos and associated sites of the Pinturas river basin                                          |                                                                   | Santa Cruz 47°09′00″S 70°40′00″W/-47,150000 -70,666667              | K (iii)                    | 2018 | Poszerzenie istniejącego wpisu. |